# جایزه بولا د پراتا
جایزه بولا د پراتا (انگلیسی: Bola de Prata) به معنی توپ نقره ای برای آقای گل لیگ برتر فوتبال پرتغال داده می شود. در صورتی که تعداد گل ها برای دو یا چند نفر به یک میزان باشد، بازیکنی که کمترین بازی را برای تیمش انجام داده است این جایزه را دریافت می کند.
مهدی طارمی بازیکن ایرانی با حضور در باشگاه پورتو توانست با ۲۲ گل‌زده آقای گل فصل ۲۰۲۲-۲۰۲۳ لیگ برتر پرتغال شود و این جایزه را از آن خود کند.
اوزه‌بیو با بدست آوردن هفت بار این جایزه رکوردار بیشترین تعداد جایزه می باشد.بیشترین میزان گل در یک فصل را هکتور یازالده با ۴۶ گل انجام داده است.

## برندگان
برندگان با بیش از یک بار دریافت جایزه
| بازیکن                  | باشگاه                                                        | جایزه | فصل ها                                                         |
| ----------------------- | ------------------------------------------------------------- | ----- | -------------------------------------------------------------- |
| اوزه‌بیو                 | باشگاه فوتبال بنفیکا                                          | 7     | ۱۹۶۳–۶۴, ۱۹۶۴–۶۵, ۱۹۶۵–۶۶ , ۱۹۶۶–۶۷, ۱۹۶۷–۶۸, ۱۹۶۹–۷۰, ۱۹۷۲–۷۳ |
| فرناندو پیروتئو         | باشگاه فوتبال اسپورتینگ پرتغال                                | 6     | ۱۹۳۷–۳۸, ۱۹۳۹–۴۰ , ۱۹۴۰–۴۱, ۱۹۴۵–۴۶, ۱۹۴۶–۴۷, ۱۹۴۸–۴۹          |
| فرناندو گومز            | باشگاه فوتبال پورتو                                           | 6     | ۱۹۷۶–۷۷, ۱۹۷۷–۷۸, ۱۹۷۸–۷۹, ۱۹۸۲–۸۳, ۱۹۸۳–۸۴ , ۱۹۸۴–۸۵          |
| خوزه آگواس              | باشگاه فوتبال بنفیکا                                          | 5     | ۱۹۵۱–۵۲, ۱۹۵۵–۵۶, ۱۹۵۶–۵۷, ۱۹۵۸–۵۹, ۱۹۶۰–۶۱                    |
| ماریو جاردل             | باشگاه فوتبال پورتو, باشگاه فوتبال اسپورتینگ پرتغال           | 5     | ۱۹۹۶–۹۷, ۱۹۹۷–۹۸, ۱۹۹۸–۹۹, ۱۹۹۹–۲۰۰۰, ۲۰۰۱–۰۲                  |
| جکسون مارتینز           | باشگاه فوتبال پورتو                                           | 3     | ۲۰۱۲–۱۳, ۲۰۱۳–۱۴, ۲۰۱۴–۱۵                                      |
| مهدی طارمی              | باشگاه فوتبال پورتو                                           | 2     | ۲۰۱۹–۲۰, ۲۰۲۲–۲۳                                               |
| مانوئل سوئیرو           | باشگاه فوتبال اسپورتینگ پرتغال                                | 2     | ۱۹۳۴–۳۵, ۱۹۳۶–۳۷                                               |
| جولینیو                 | باشگاه فوتبال بنفیکا                                          | 2     | ۱۹۴۲–۴۳, ۱۹۵۹–۵۰                                               |
| ماتاتئو                 | باشگاه فوتبال بلننسس                                          | 2     | ۱۹۵۲–۵۳, ۱۹۵۴–۵۵                                               |
| آرتور ژورژه             | باشگاه فوتبال بنفیکا                                          | 2     | ۱۹۷۰–۷۱, ۱۹۷۱–۷۲                                               |
| هکتور یازالده           | باشگاه فوتبال اسپورتینگ پرتغال                                | 2     | ۱۹۷۳–۷۴, ۱۹۷۴–۷۵                                               |
| روی ژوردائو             | باشگاه فوتبال بنفیکا, باشگاه فوتبال اسپورتینگ پرتغال          | 2     | ۱۹۷۵–۷۶, ۱۹۷۹–۸۰                                               |
| Nené                    | باشگاه فوتبال بنفیکا                                          | 2     | ۱۹۸۰–۸۱, ۱۹۸۳–۸۴                                               |
| پائولینیو کاسکاول       | باشگاه فوتبال ویتوریا گیماریش, باشگاه فوتبال اسپورتینگ پرتغال | 2     | ۱۹۸۶–۸۷, ۱۹۸۷–۸۸                                               |
| لیدسن                   | باشگاه فوتبال اسپورتینگ پرتغال                                | 2     | ۲۰۰۴–۰۵, ۲۰۰۶–۰۷                                               |
| اسکار کاردوزو           | باشگاه فوتبال بنفیکا                                          | 2     | ۲۰۰۹–۱۰, ۲۰۱۱–۱۲                                               |
| ژوناس گونسالوس اولیویرا | باشگاه فوتبال بنفیکا                                          | 2     | ۲۰۱۵–۱۶, ۲۰۱۷–۱۸                                               |